# クチュルク
クチュルク（Küčülüg）は、モンゴル高原西部の遊牧集団ナイマン部の王族。西遼（カラ・キタイ）の第4代皇帝。
『遼史』では屈出律、『元史』では曲出律、『元朝秘史』では古出魯克の名で表記されている。ペルシア語表記では『世界征服者の歴史』および『集史』がともに كوچلك خان  Kūchuluk Khān ないし كوشلوك Kūchulūkと綴る。クチュルクとはテュルク語で küč＋lüg 「力ある者」の意味である。日本語では「グチュルク」、「グチルク」とも表記される。

## 生涯
ナイマン部族の首長・タヤン・カンの子。
1204年、父がチンギス・カンに敗れると、イルティシュ川方面に逃れた。1205年春、クチュルクはメルキトのトクトア・ベキと合流し、イルティシュ川の支流・ブグドルマ川付近でチンギスを迎え撃った。トクトアは流れ矢に当たって死に、クチュルクは西遼のグル・カン（チルグ）のもとに身を寄せた。
クチュルクはチルグに厚遇され、その娘婿になる。やがてクチュルクはナイマンの残党を集めて西遼を簒奪した。
即位後、西遼以前に中央アジアを支配していたカラハン朝の残部が西遼の宗主権下で存続していたタリム盆地南部のホータン・カシュガルを次々に征服し、中央アジアに勢力を広げた。また、契丹人貴族の支持を得るために、妻の影響も受けてナイマンの旧来の信仰であるネストリウス派キリスト教から仏教に改宗した。しかし熱心な仏教徒となってイスラム教を弾圧したため、領内の住民の大多数を占めるムスリムのクチュルクに対する反感が強まった。
1218年、大モンゴル国の将軍・ジェベによりサリク崖（『集史』ではサリ湖）で滅ぼされた。

## 子孫
クチュルクにはチャウン（敞温）という子がいたが、西遼の陥落時に父とともに殺害された。チャウンの子のチャウス（抄思）は、当時12歳で生母が西遼の王族であったが、母とともにチンギス・カンに降伏し、以後チャウスの一族はモンゴル帝国に仕えるようになった。

## ナイマン王家
- イナンチュ・ビルゲ・ブク・カン（Inančü Bilge Bügü Qan ＞亦難察罕/yìnánchá hǎn,اینانچ بلگه بوکو خان/īnānch bilge būkū khān）
  - ブイルク・カン（Buyiruγ qan ＞不亦魯黒罕/bùyìlŭhēi hǎn,بویروق خان/būīrūq khān）
  - タヤン・カン（Tayang Qan ＞塔陽罕/tǎyáng hǎn,تايانك خان/tāyānk khān）
    - クチュルク（Küčülüg ＞古出魯克/gŭchūlŭkè,كوچلك خان/kūchuluk khān）
      - チャウン（Ča'un ＞敞温/chǎngwēn）
        - チャウス（Ča'us ＞抄思/chāosī）
          - ベテキン（Betekin ＞別的因/biédeyīn）
- ナルクシュ・タヤン・カン（Naruqš Tayan Qan ＞نارقیش تايانك/nārqīsh tāyānk）

## 参考資料
- C.M.ドーソン『モンゴル帝国史』1巻（佐口透訳注、東洋文庫、平凡社、1968年3月、ISBN 4582801102）
- 訳注：村上正二『モンゴル秘史1 チンギス・カン物語』（平凡社、1970年、ISBN 4582801633）
- 訳注：村上正二『モンゴル秘史2 チンギス・カン物語』（平凡社、1972年、ISBN 4582802095）
- 白石典之『元朝秘史―チンギス・カンの一級史料』中央公論新社〈中公新書2804〉、2024年5月25日。ISBN 978-4-12-102804-4。（電子版あり）